# (73888) 1997 EK12
(73888) 1997 EK12 – planetoida z pasa głównego asteroid okrążająca Słońce w ciągu 3,78 lat w średniej odległości 2,42 j.a. Odkryta 3 marca 1997 roku.